# إن إل إم سيتي هوببير رحلة 431
إن إل إم سيتي هوببير الرحلة 431 طائرة فوكر إف 28-4000 كانت تحمل علي متنها 13 راكبا و4 من أفراد الطاقم وكانت متجهة من روتردام إلي هامبورغ عبر آيندهوفن في 6 أكتوبر 1981 وبينما كانت تبعد 24 كم عن روتردام دخلت الطائرة بشكل غير متوقع إعصار قمعي مسمي بإعصار موردايك الذي سبب قطع جناح الطائرة ومقتل جميع الركاب والطاقم البالغ عددهم 17 شخصا ولم يقتل أي أحد من سكان موردايك من الأعصار وتحطم الطائرة وكان الأعصار من الدرجة الرابعة وسبب تحطم الطائرة فزع العالم وحتي الدكتور تيد فوجيتا المتخصص بالإعاصير القمعية إضاف الإعصار القمعي إلي الأسباب التي تؤدي إلي تحطم الطائرات التجارية.